# Wilson Mendieta Pacheco
Wilson Mendieta Pacheco (Padcaya, departamento de Tarija, 1 de abril de 1931 - Potosí, 9 de julio de 2005) fue un escritor, historiador y periodista boliviano, conocido por su labor como gestor cultural y director de la Casa de Moneda. 

## Biografía
Estudió en la escuela Rural de Maestros de Canasmoro en Tarija. Llegó a conducir el programa radial "La voz del Petróleo" en la ciudad de La Paz  y posteriormente a establecer en sociedad la radio Kollasuyo y el periódico El Siglo en la ciudad de Potosí en 1977. En esta ciudad se desempeñó como periodista, escritor, investigador y director de la Casa de la Moneda. Trabajó en las radioemisoras Loyola y La Plata. Fue docente en la Universidad Mayor San Xavier de Chuquisaca en la carrera de Comunicación Social y director de Extensión Universitaria de la Universidad Tomás Frías de Potosí en 1975. 

## Director de la Casa de la Moneda de Potosí
Durante 15 años fue director de la Casa de la Moneda de Potosí, desde 1989 a 2004. En esta etapa destacó por la labor conjunta con los directores del Archivo y Biblioteca Nacionales de Bolivia, Gunnar Mendoza y del Museo Nacional de Etnografía y Folklore, Hugo Daniel Ruiz, en la recuperación de repositorios documentales nacionales que dependían del Banco Central de Bolivia. Estos repositorios corrían el riesgo de ser alejados del cobijo de esta entidad ante una observación del Banco Mundial, hecho que desencadenó en la creación de la Fundación Cultural del Banco Central de Bolivia. Este aporte significó la preservación y mejoramiento de la conservación del patrimonio arquitectónico, museológico y documental en Bolivia.

## Estudios
Completó sus estudios como pedagogo y periodista en Buenos Aires. A través de una beca realizó estudios en la Fundación para el Periodismo de Madrid, España.

## Obra y legado
El diplomático tarijeño Eduardo Trigo O'Connor d'Arlach, al respecto de la obra de Mendieta Pacheco publicada en 1993, dijo: "Froilán Tejerina, héroe chapaco es una obra rigurosamente documentada sobre una vida tan breve como ejemplar, recoge testimonios de personas que estuvieron próximas a él y está matizada con diálogos accesorios imaginados por el autor y con la transcripción de algunas coplas de la rica vida lírica del campesino de Tarija".
Como escritor desarrolló una literatura costumbrista, histórica y biográfica sobre Tarija, sus provincias y sus héroes. Entre sus obras se encuentran: 
- "Murmullos del Guadalquivir" (1961)
- "Folklore tarijeño: apuntes sobre la provincia Arce" (1961)
- "Bermejo petróleo chapaco" (1972)
- "Froilán Tejerina héroe chapaco" (1993)

Como parte de su producción bibliográfica sobre la Villa Imperial de Potosí se encuentran la colección de libros históricos: 
- “Gentes y caminos de Potosí” (1976)
- “Potosinos ilustres” (1987)
- “Potosí, Patrimonio de la Humanidad” (1988)
- “La Casa de Moneda de Potosí” (1991)
- “El descubrimiento de América y Potosí” (1992)
- “Potosí: el monedero de Los Andes” (2002)[5]
- "Tesoros del arte Virreinal" (1991)

En 2022 sus hijos donaron su biblioteca a la Fundación Cultural del Banco Central de Bolivia y ahora albergan los documentos donados en la Casa de la Moneda, en una biblioteca fue denominada Biblioteca Wilson Mendieta en su honor.

## Premios y reconocimientos
Recibió el Premio Nacional de Periodismo "Manuel Vicente Ballivián" en 1980. El gobierno de España lo condecoró con la Orden Isabel la Católica. Además, los trabajadores de la Prensa de Potosí son destacados con la Condecoración Municipal "WILSON MENDIETA PACHECO" en reconocimiento a su labor en los medios de comunicación.